# Dagr Haraldsson
Dagr Haraldsson (in norvegese: Dag Haraldsson; dopo l'872) fu re di Hedmark e Gudbrandsdalen.

## Biografia
Dag Haraldsson fu il primo figlio di re Harald I Bellachioma e Áshildr, figlia di Hríngr, jarl di Ringerike.
Attorno al 900, quando re Harald aveva ormai all'incirca cinquant'anni, per cercare di placare le continue liti intestine tra i suoi figli e gli jarl, decise di accontentarli conferendo a tutti loro il titolo di re e divise il regno in vari potentati minori le cui rendite sarebbero spettate per metà a lui e per metà al sovrano locale, inoltre ai figli sarebbe stato concesso di sedere sotto il suo seggio ma sopra quello degli jarl. A Dagr toccò il regno di Hedmark e Gudbrandsdalen che dovette condividere insieme al fratello Hringr e e al fratellastro Ragnarr. Si sposò con una donna dal nome ignoto ed ebbe due figli: Hrœrekr e Ragnhildr. Non si conoscono altri dettagli sulla sua vita.